# Clarence and Percy's Sailing Party
Clarence and Percy's Sailing Party è un cortometraggio muto del 1914 diretto da C. Jay Williams.

## Produzione
Il film fu prodotto dalla Edison Company.

## Distribuzione
Distribuito dalla General Film Company, il film - un cortometraggio in una bobina - uscì nelle sale cinematografiche degli Stati Uniti il 6 aprile 1914.